# Благодатное (Бахмутский район)
Благода́тное (укр. Благодатне) — село в Соледарской городской общине Бахмутского района Донецкой области Украины, находится на трассе, ведущей к Северску.

## История
Во время войны село было захвачено ЧВК «Вагнер»,.

## Население
Население по переписи 2001 года составляло 137 человек.

### Язык
Распределение населения по родному языку по данным переписи 2001 года:
| Язык       | Процент |
| ---------- | ------- |
| Украинский | 70,80 % |
| Русский    | 15,33 % |
| Армянский  | 13,87 % |